# Poropanchax rancureli
Poropanchax rancureli är en fiskart som först beskrevs av Daget, 1965.  Poropanchax rancureli ingår i släktet Poropanchax och familjen Poeciliidae. IUCN kategoriserar arten globalt som livskraftig. Inga underarter finns listade i Catalogue of Life.